# Ciao Debby!
Ciao Debby! (The Debbie Reynolds Show) è una serie televisiva statunitense in 26 episodi trasmessi per la prima volta nel corso di una sola stagione dal 1969 al 1970.
È una sitcom familiare incentrata sulle vicende della casalinga Debbie Thompson, interpretata da Debbie Reynolds, sposata con il giornalista sportivo Jim.

## Personaggi e interpreti
- Debbie Thompson (26 episodi, 1969-1970), interpretata da Debbie Reynolds.
È una casalinga, sposata con Jim, apsira a diventare giornalista come il marito.
- Jim Thompson (26 episodi, 1969-1970), interpretato da Don Chastain.
È il marito di Debbie, cronista sportivo del Los Angeles Sun.
- Charlotte Landers (18 episodi, 1969-1970), interpretata da Patricia Smith.
È la sorella di Debbie, è sposata con Bob con il quale vive nella casa accanto a quella di Debbie.
- Bob Landers (18 episodi, 1969-1970), interpretato da Tom Bosley.
È il marito di Charlotte, cognato di Debbie e commercialista.
- Bruce Landers (18 episodi, 1969-1970), interpretato da Bobby Riha.
È il figlio di Charlotte e Bob.
- Tutsi (2 episodi, 1969), interpretato da Fabian Dean.
- Olga Trenova (2 episodi, 1969), interpretata da Nita Talbot.

## Produzione
La serie, ideata da Jess Oppenheimer, fu prodotta da Harmon Productions, Raymax Productions e Filmways Television. Le musiche furono composte da Jack Marshall e Tony Romeo. Tra i registi è accreditato Ezra Stone.

## Distribuzione
La serie fu trasmessa negli Stati Uniti dal 16 settembre 1969 al 14 aprile 1970 sulla rete televisiva NBC. In Italia è stata trasmessa con il titolo Ciao Debby!.
Alcune delle uscite internazionali sono state:
- negli Stati Uniti il 16 settembre 1969 (The Debbie Reynolds Show)
- nei Paesi Bassi il 19 giugno 1970
- in Germania Ovest il 17 luglio 1970 (Debbie groß in Fahrt)
- in Italia (Ciao Debby!)

## Episodi
| Stagione       | Episodi | Prima TV USA |
| -------------- | ------- | ------------ |
| Prima stagione | 26      | 1969-1970    |